# Amorphospermum
Amorphospermum là một chi thực vật thuộc họ Sapotaceae được mô tả năm 1870.
Chỉ có một loài được chấp nhận thuộc chi này, Amorphospermum antilogum, là loài đặc hữu của Queensland, New South Wales, và Papua New Guinea.
Loài từng được xếp vào chi này
Hiện nay đã được xếp và các chi khác: Elaeoluma Englerophytum Niemeyera Pycnandra Synsepalum
1. A. balansae - Pycnandra balansae
2. A. cerasiferum - Synsepalum cerasiferum
3. A. chartaceum - Niemeyera chartacea
4. A. msolo - Synsepalum msolo
5. A. natalense - Englerophytum natalense
6. A. pruniferum - Niemeyera prunifera
7. A. schomburgkianum - Elaeoluma schomburgkiana
8. A. whitei - Niemeyera whitei